# Ярославов, Александр Анатольевич
Александр Анатольевич Ярославов (род. 10 апреля 1952 года) — советский и российский химик, специалист в области химии высокомолекулярных соединений, член-корреспондент РАН (2016).

## Биография
Родился 10 апреля 1952 года.
В 1974 году — окончил химический факультет МГУ.
В 1978 году — защитил кандидатскую диссертацию, тема: «Исследование каталитических свойств комплексов гемина в окислительно-восстановительных реакциях».
В 1995 году — защитил докторскую диссертацию, тема: «Взаимодействие синтетических полиэлектролитов с частицами, имитирующими клетки: физико-химический аспект».
В 2000 году — присвоено учёное звание профессора.
С 1977 года — работает в МГУ, с 2016 года — заведующий кафедрой высокомолекулярных соединений химического факультета.
В 2016 году — избран членом-корреспондентом РАН.

## Научная деятельность
Специалист в области химии высокомолекулярных соединений.
Автор и соавтор более 150 научных публикаций и изобретений.
Научные интересы лежат в областях:
- синтеза и модификации водорастворимых полимеров, в том числе полиэлектролитов;
- исследования механизмов их взаимодействия с коллоидными дисперсиями и биологическими мембранами;
- биомедицинского и биоаналитического применения синтетических водорастворимых полимеров.

Первым обнаружил и описал:
- миграцию адсорбированных макромолекул между лиофильными коллоидными частицами,
- структурные перестройки, развивающиеся в биологических (липидных) мембранах в ходе адсорбции/десорбции полиэлектролитов,
- активацию полимерами мембранного транспорта биологически активных соединений,
- способность катионных полипептидов проникать через липидный бислой.

Полученные результаты имеют принципиальное значение для целенаправленного создания высокоэффективных и нетоксичных биологически активных комплексов на основе синтетических полимеров и управления теми эффектами, которые вызывают в биологической мембране адсорбированные полиэлектролиты.
Читает лекции на химическом факультете МГУ, под его руководством защищены 12 кандидатских диссертаций.

## Награды
- Премия Ленинского комсомола (1984) — за разработку новых высокоэффективных каталитических систем для процессов полимеризации, гидрирования и окисления
- Благодарность Правительства Российской Федерации (21 декабря 2024) — за заслуги в научно-исследовательской деятельности, развитии образования и многолетнюю плодотворную работу